# San Antonio, Tamazunchale
San Antonio är en ort i Mexiko.   Den ligger i kommunen Tamazunchale och delstaten San Luis Potosí, i den sydöstra delen av landet, 200 km norr om huvudstaden Mexico City. San Antonio ligger 453 meter över havet och antalet invånare är 116.
Terrängen runt San Antonio är kuperad österut, men västerut är den bergig. Terrängen runt San Antonio sluttar österut. Runt San Antonio är det ganska tätbefolkat, med 56 invånare per kvadratkilometer. Närmaste större samhälle är Tamazunchale, 5,1 km nordost om San Antonio. I omgivningarna runt San Antonio växer huvudsakligen savannskog.